# Smogornia
Smogornia (en checo: Stříbrný hřbet) es  un pico en las montañas de Karkonosze en Polonia y en la frontera con la República Checa, alcanza los 1469 m s. n. m. Está situado en la parte oriental de la cordillera principal. El pico no es accesible, el sendero principal de la amistad Checo-Polaca atraviesa la montaña cerca de 300 m al norte de la cima. En la vertiente norte de la montaña hay un circo glaciar. La montaña tiene leves pendientes, en su mayoría deforestadas, cubiertas de pinos de montaña.